# Scrimshaw

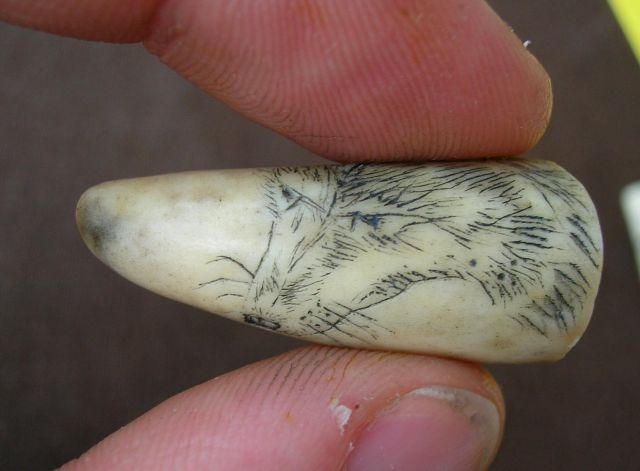

Scrimshaw – niewielkie dzieła rzemieślnicze, wytwarzane przez marynarzy statków wielorybniczych. Były to rzeźbione zęby, kości lub fiszbiny waleni. Przedstawiały scenki rodzajowe, krajobrazy lub sceny z życia marynarzy. Obecnie jest to technika używana do ozdabiania przedmiotów wykonanych z kości lub poroża, popularna w zdobieniu noży. Powstały też nowe techniki, jak scrimshaw negatywowy oraz scrimshaw kolorowy.